# Parti démocrate (Haut-Karabagh)
Pour les articles homonymes, voir Parti démocrate.
Le Parti démocrate (arménien : Արցախի ժողովրդավարական) est un parti politique de la république du Haut-Karabagh, fondé le 30 janvier 2005. Le président du parti est Ashot Ghoulian qui est également président de l'Assemblée nationale entre 2005 et 2020. 

## Histoire
Lors des élections législatives du 19 juin 2005, le parti remporte le plus de voix et forme le groupe « Démocrates » à l'Assemblée nationale. À la suite des élections législatives, le groupe était composé de 10 députés. Après les élections législatives du 3 mai 2015, le Parti démocrate recrée son groupe avec 6 députés.

## Idéologies

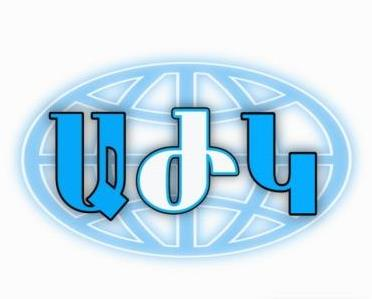
Ancien logo du parti.

Selon son site, le Parti démocrate défend l'unité de l'État, de la démocratie, des droits humains et de la liberté, ainsi que la préservation de la culture ethnique. Ils précisent aussi appartenir au pragmatisme politique.

## Scores électoraux
| Élection | Votes  | %     | Sièges obtenus | Gouvernement |
| -------- | ------ | ----- | -------------- | ------------ |
| 2000     |        |       | 20 / 33        | Gouvernement |
| 2005     | 10 126 | 16,62 | 10 / 33        | Sahakian     |
| 2010     | 18 017 | 27,00 | 7 / 33         | Sahakian     |
| 2015     | 13 105 | 19,10 | 6 / 33         | Sahakian     |
| 2020     | 4 314  | 5,86  | 2 / 33         | Opposition   |